# Armoriale dei comuni finlandesi ceduti all'URSS
Questa pagina contiene le armi (stemma e blasonatura) dei comuni finlandesi ceduti all'Unione Sovietica a seguito della II guerra mondiale.

## Comuni ceduti integralmente
| Stemma | Nome del comune e blasonatura |
| ------ | --- |
|        | Käkisalmi xxx (xxx) (xxx) |
|        | Sortavala xxx (xxx) (xxx) |
|        | Viipuri xxx (xxx) (xxx) |
|        | Koivisto xxx (xxx) (xxx) |
|        | Antrea Kilpi aaltokoroisesti lohkoinen punaiseen ja hopeaan, alakenttä edelleen aaltokoroisesti lohkaistu hopeaan ja mustaan, saatteena oikeassa yläkulmassa hopeinen Andreaan risti (xxx) (xxx)                                                                                        |
|        | Harlu xxx (xxx) (xxx) |
|        | Heinjoki Aaltokoroisen hopeahirren katkaisema kilpi punaiseen ja mustaan, yläkentässä hevosenkenkä ja kaksi sitä kohti taipunutta tähkäpäätä; kaikki hopeaa (xxx) (xxx) |
|        | Hiitola xxx (xxx) (xxx) |
|        | Impilahti xxx (xxx) (xxx) |
|        | Jaakkima xxx (xxx) (xxx) |
|        | Johannes Sinisessä kentässä alainen aaltokoroinen hirsi ja sen yläpuolella kotka siivet levitettynä; kaikki hopeaa paitsi kotkan varukset kultaa (xxx) (xxx) |
|        | Kanneljärvi xxx (xxx) (xxx) |
|        | Kaukola xxx (xxx) (xxx) |
|        | Kirvu xxx (xxx) (xxx) |
|        | Kivennapa xxx (xxx) (xxx) |
|        | Koiviston maalaiskunta Sinisessä kentässä vene ja sen yläpuolella neljä vinoneliön muotoista koivunlehteä järjestettynä vinoneliöksi 1 + 2 + 1; kaikki hopeaa (xxx) (xxx) |
|        | Kuolemajärvi xxx (xxx) (xxx) |
|        | Kurkijoki Punaisessa kentässä kolme hopeista, kultavaruksista vasemmalle lentävää kurkea järjestettynä kurkiauran tavoin, kurkien yläpuolella kultakruunu (xxx) (xxx) |
|        | Käkisalmen maalaiskunta xxx (xxx) (xxx) |
|        | Lahdenpohja Punaisessa kentässä hopeinen kolmimastoinen purjevene; saatteena sen alapuolella kolme kultaista painoa (xxx) (xxx) |
|        | Lavansaari xxx (xxx) (xxx) |
|        | Lumivaara Sinisessä kentässä kolmoisvuori, josta kasvaa honka; kaikki hopeaa (xxx) (xxx) |
|        | Metsäpirtti Kultakentässä punainen aaltokoroinen palkki, jossa hopeinen, palkeittainen kala (xxx) (xxx) |
|        | Muolaa Kilvessä kultainen kaksoispolviorsi, josta kilpi alaspäin musta ja ylöspäin punainen, yläkentässä kultainen ympyrä, jossa mustaääriviivainen, kultainen luterilainen risti (xxx) (xxx)                                                                                           |
|        | Petsamo xxx (xxx) (xxx) |
|        | Pyhäjärvi Vpl. xxx (xxx) (xxx) |
|        | Rautu xxx (xxx) (xxx) |
|        | Ruskeala xxx (xxx) (xxx) |
|        | Räisälä xxx (xxx) (xxx) |
|        | Sakkola Kilpi sakarakoroisesti musta-kultakatkoinen, alakentässä punainen aaltokoroinen tyviö ja yläkentässä kaksi kultaista sikaa selät vastakkain (xxx) (xxx) |
|        | Salmi Kilpi kahdesti lohkoinen punaiseen, hopeaan ja mustaan; punaisessa kentässä hopeinen pitkäjalkainen alasin ja mustassa kentässä hopea-ankkuri (xxx) (xxx) |
|        | Seiskari xxx (xxx) (xxx) |
|        | Soanlahti xxx (xxx) (xxx) |
|        | Sortavalan maalaiskunta xxx (xxx) (xxx) |
|        | Suistamo xxx (xxx) (xxx) |
|        | Suojärvi xxx (xxx) (xxx) |
|        | Suursaari xxx (xxx) (xxx) |
|        | Terijoki Kultakentässä sininen lakiopaalu, jonka paaluosa aaltokoroinen (xxx) (xxx) |
|        | Tytärsaari xxx (xxx) (xxx) |
|        | Uusikirkko Sinisessä kentässä alainen, alareunaltaan aaltokoroinen ja yläreunaltaan liekkikoroinen hirsi, jonka alapuolella iktus ja yläpuolella naulakantainen apilaristi; kaikki kultaa (xxx) (xxx)                                                                                   |
|        | Valkjärvi xxx (xxx) (xxx) |
|        | Viipuri xxx (xxx) (xxx) |
|        | Viipurin maalaiskunta Sinisessä kentässä viipurinrinkeli ja sen yläpuolella kolme tähkäpäätä, kaikki kultaa (xxx) (xxx) |
|        | Vuoksela Sinisessä kentässä aaltokoroinen kaateinen polviorsi, saatteena yläkulmassa haaruristi; molemmat hopeaa (xxx) (xxx) |
|        | Vuoksenranta Yläreunaltaan sakarakoroisen ja alareunaltaan aaltokoroisen hopeahirren katkaisema puna-mustakatkoinen kilpi; yläkentässä kymmenen hopeista kreikkalaisen ristin ja Andreaan ristin yhdistelmää asetettuna 5 + 5 ja alakentässä reunoihin ulottuva kultaverkko (xxx) (xxx) |
|        | Äyräpää Kilpi aaltokoroisesti hopea-sinikatkoinen, alakentässä aaltokoroinen hopeahirsi ja yläkentässä lentävä, musta, punavaruksinen korppi (xxx) (xxx) |

## Comuni ceduti in parte
| Stemma | Nome del comune e blasonatura |
| ------ | ----------------------------- |
|        | Jääski xxx (xxx) (xxx)        |
|        | Korpiselkä xxx (xxx) (xxx)    |
|        | Pälkjärvi xxx (xxx) (xxx)     |
|        | Säkkijärvi xxx (xxx) (xxx)    |
|        | Vahviala xxx (xxx) (xxx)      |